# MIXL1
MIXL1 (англ. Mix paired-like homeobox) – білок, який кодується однойменним геном, розташованим у людей на 1-й хромосомі. Довжина поліпептидного ланцюга білка становить 232 амінокислот, а молекулярна маса — 24 659.
| 10         |  | 20         |  | 30         |  | 40         |  | 50         |
| ---------- |  | ---------- |  | ---------- |  | ---------- |  | ---------- |
| MATAESRALQ |  | FAEGAAFPAY |  | RAPHAGGALL |  | PPPSPAAALL |  | PAPPAGPGPA |
| TFAGFLGRDP |  | GPAPPPPASL |  | GSPAPPKGAA |  | APSASQRRKR |  | TSFSAEQLQL |
| LELVFRRTRY |  | PDIHLRERLA |  | ALTLLPESRI |  | QVWFQNRRAK |  | SRRQSGKSFQ |
| PLARPEIILN |  | HCAPGTETKC |  | LKPQLPLEVD |  | VNCLPEPNGV |  | GGGISDSSSQ |
| GQNFETCSPL |  | SEDIGSKLDS |  | WEEHIFSAFG |  | NF         |  |            |

A: Аланін

C: Цистеїн

D: Аспарагінова кислота

E: Глутамінова кислота

F: Фенілаланін

G: Гліцин

H: Гістидин

I: Ізолейцин

K: Лізин

L: Лейцин

M: Метіонін

N: Аспарагін

P: Пролін

Q: Глутамін

R: Аргінін

S: Серин

T: Треонін

V: Валін

W: Триптофан

Кодований геном білок за функціями належить до білків розвитку, фосфопротеїнів. 
Задіяний у таких біологічних процесах, як транскрипція, регуляція транскрипції, диференціація клітин, альтернативний сплайсинг. 
Білок має сайт для зв'язування з ДНК. 
Локалізований у ядрі.